# تحليل التباين الأحادي للقياسات المتكررة
تحليل التباين الأحادي للقياسات المتكررة هو أحد أنواع تصميم القياسات المتكررة غير المعلمية، و يقوم هذا الاختبار أو التصميم على تعريض كل فرد من أفراد المجموعة لكل مستوى من مستويات المتغير المستقل على الأقل مرة واحدة، ويسمى هذا التصميم بتصميم داخل المجموعات.

## الهدف من الاختبار
دراسة التغييرات في المتغير التابع التي يمكن أن تعزى إلى المتغير المستقل عن طريق النظر إلى التغييرات التي تحدث من خلال بيانات الأفراد.

## ميزات الاستخدام
هناك العديد من المميزات التي تبرر استخدام هذا النوع من التصاميم، ومنها:
1. أنه يتطلب عددا قليلا من الأفراد بالمقارنة مع تصاميم ما بين المجموعات.
2. أن الدراسات التي تستخدم هذا النوع من التصاميم تميل لأن تأخذ وقتا أقل من حيث تطبيقها بالمقارنة مع الأنواع الأخرى من التصاميم.
3. أنه يؤدي إلى تقليل تباين الخطأ لأن الأفراد يشاركون في جميع المعالجات التجريبية فتكون المتغيرات الخاصة بالفرد ثابتة فيقل تباين الخطأ، مما يؤدي بالتالي إلى اختبار أقوى لتأثير المتغير المستقل، إذ أن الباحث الذي يستخدم تصميما قويا يكون عنده احتمال أقل للوقوع في الخطأ من النوع الثاني (أي الفشل في إيجاد فرق بينما في الواقع هناك فرق).

## عيوب الاستخدام
1. قد يكون لدى الفرد القدرة على تقرير ما الغرض من البحث نتيجة لمشاركته في جميع مستويات المعالجة، مما قد يقوده إلى تغيير أدائه، وهذا قد يؤثر على النتائج ويجعل من غير الممكن تفسيرها بشكل صحيح.
2. تأثير عامل الممارسة وعامل التعب، وذلك أنه إذا طلب من الأفراد إنجاز المهمة نفسها عدة مرا فقد يتحسن أداء المفحوص مما يشير إلى تأثير عامل الممارسة، أو أن ينحدر أداء الفرد مع التكرار فيعود ذلك إلى عامل التعب. وفي الحالتين يؤدي ذلك إلى التأثير على نتائج الدراسة ما لم يعالج هذان الأمران من خلال توزيع الممارسة بين الظروف التجريبية عن طريق تغيير ترتيب المعالجات في كل مرة. وفي حالة عدم إمكانية تغيير ترتيب المهمات فإذا أثرت إحدى المعالجات التجريبية في الأداء على المعالجات التجريبية الأخرى فإن مثل هذا التأثير يسمى بالتأثير اللاحق Carry Over Effect.
3. تأثير التاريخ History Effcet: ويقصد به تأثير أية أحداث خلال فترة التجربة أو البحث قد تؤثر على أداء المفحوصين على المتغير التابع، خاصة إذا كانت التجربة تتطلب مدة زمنية (أيام، أسابيع، شهور، سنوات).
4. الانحدار الإحصائي أو الانحدار نحو المتوسط Regression toward the Mean: ويقصد بهذه الظاهرة أن يحصل الأفراد حينما يعاد اختبارهم على درجات أقل تطرفا مما حصلوا عليه في الاختبار الأول دون أن يكون هناك أي تأثير لأي نوع من أنواع المعالجات، وهذا له علاقة بما يسمى بتباين الخطأ. وذلك أن درجة المفحوص تعكس درجته الحقيقية بالإضافة إلى تباين الخطأ الذي يعود أمور أخرى مثل شعور الفرد بالنشاط، وعدم التشتت، والقدرة على التركيز، وهي أمور قد تخلتف عند إعادة الاختبار، مما قد يؤدي إلى انحدار درجته نحو المتوسط.

## أنواع التصاميم
هناك العديد من التصاميم لتحليل التباين الأحادي للقياست المتكررة أو داخل المجموعات لضبط العوامل التي تؤثر على هذا التصميم، ويمكن تقسيمها إلى قسمين:
1. تصاميم داخل الأفراد التامة The complete within subjects design:

في هذا النوع من التصاميم يتعرض الفرد لكل ظرف تجريبي عدة مرات بحيث يتعرض لجميع الترتيبات الممكنة لمستويات المعالجة لعدة مرات أيضا، وذلك لمعادلة أو موازنة أي تأثير ينتج من أحد الترتيبات لمستويات المعالجة، وذلك مثل تأثير عامل التعب. وإذا كان عدد مستويات المعالجة اثنان فقط فيسمى ذلك بتصميم التكافؤ الدوري، حيث يتعاقب تعريض الفرد نفسه لكل مستوى من مستويي المعالجة تباعا، حيث يضبط هذا النوع من التصاميم عامل الممارسة، والتأثير اللاحق لكل مستوى معالجة على المستوى الآخر، وذلك نتيجة تقديم كل واحد منهما على الآخر في كل معالجة، فيحصل نوع من الموازنة بين المعالجات. 
ويكون هذا النوع من التصميم مفيدا إذا كانت الممارسة تؤثر على الأداء بشكل خطي أي أن الأداء يتحسن أو ينحدر تدريجيا وليس بشكل حاد أو يبقى ثابتا، حتى إذا ما وصل الفرد إلى حالة ثابتة من الأداء تتوقف المحاولات التدريبية.
ولا يعتبر تصاميم داخل الأفراد التامة ملائما إذا كان الأداء يزداد بشكل حاد أو يبقى ثابتا، كما أنه ينبغي الحذر من مشكلة توقع الفرد للترتيب المستخدم حتى لا يؤدي به ذلك إلى الاستجابة بشكل أسرع مما هو متوقع، فإذا كان توقع الفرد حاصل وكان ذلك مؤثرا على أدائه فنلجأ إلى تصميم آخر يسمى Block Randomization ، حيث يقدم لكل فرد العديد من المعالجات بشكل كاف متساو تقريبا مرتبة ترتيبا عشوائيا. ويستخدم هذا التصميم عندما يكون هناك أكثر من معالجتين، وعندما لا تأخذ المشاركة في كل معالجة من المعالجات وقتا طويلا. 
1. تصاميم داخل الأفراد غير التام The incomplete within subjects design:

يتعر الفرد هنا لكل ظرف تجريبي عدة مرات، ولكنه لا يتعرض لجميع الترتيبات الممكنة من المعالجات وإن تعرض لبعضها أكثر من مرة. ويتطلب ذلك وجود عدد كاف من المشاركين لتوفير تكافؤ من حيث تأثير الترتيب والتعب والممارسة، ويتضمن ذلك ما يسمى بالمربع اللاتيني المتوازن، حيث يكون عدد الترتيبات مساويا بالضرورة لعدد المعالجات في الدارسة.

## الفرضيات
الفرضية الصفرية: لا توجد فروق ذات دلالة إحصائية بين متوسطات مستويات المعالجة.
الفرضية البديلة: يوجد على الأقل واحدة من المتوسطات تختلف عن البقية.

## وصلات خارجية
- فيديو: أساليب النماذج المركبة لبيانات القياسات المتكررة